# マグダ・タリアフェロ
マグダ・タリアフェロ（Magda Tagliaferro, 本名：Magdalena Maria Yvonne Tagliaferro, 1893年1月19日 – 1986年9月9日）は、ブラジル出身のフランスのピアニスト。

## 経歴
アントナン・マルモンテルとアルフレッド・コルトーに師事。コルトーによって体現された音楽理念の実現に向けて飽くことなき探究心を繰り広げ、明晰さと甘美さの完全な一体化、内面的な表現と情緒、演奏する作品を造形する際の古典的なバランス感覚が特徴的な演奏を行なった。
フランス音楽における専門的な能力から、ガブリエル・フォーレに要望されてその演奏旅行にしばしば同行するようになり、フォーレの作品の多くを演奏した。長い経歴の間に、欧州、アフリカ、南米、アジアの30ヵ国以上の主要な文化都市で演奏会に携わった。20世紀の主要な指揮者、ヴァンサン・ダンディやワインガルトナー、ピエール・モントゥー、アンゲルブレシュト、フルトヴェングラー、クナッパーツブッシュ、ドブローウェン、パレー、イヨネスク＝ガラティ[:ro]らのもとで著名なオーケストラとも共演している。そのほかにも、コルトーやティボー、カザルスらと共同演奏会を組むこともあった。作曲家から自作の初演者として指名を受けることも間々あったが、彼女の側でもピエルネやアーン、ヴィラ＝ロボス、リヴィエらに新作を申し込むこともあった。
タリアフェロは90代になるまで、見事に磨かれた演奏力に対する高い評価を失わなかった。
母国のリオ・デ・ジャネイロにて他界。